# Tarphonomus certhioides
La bandurrita chaqueña (en Argentina y Paraguay) o bandurrita enana (en Argentina) (Tarphonomus certhioides) es una especie de ave paseriforme de la familia Furnariidae, una de las dos pertenecientes al género Tarphonomus. Es nativa de las regiones chaqueña y del monte del centro-sur de Sudamérica.

## Nombres populares
En Argentina se le denomina también adivino, bandurrita chica, chaguanera, misinol o picatierra.

## Distribución y hábitat

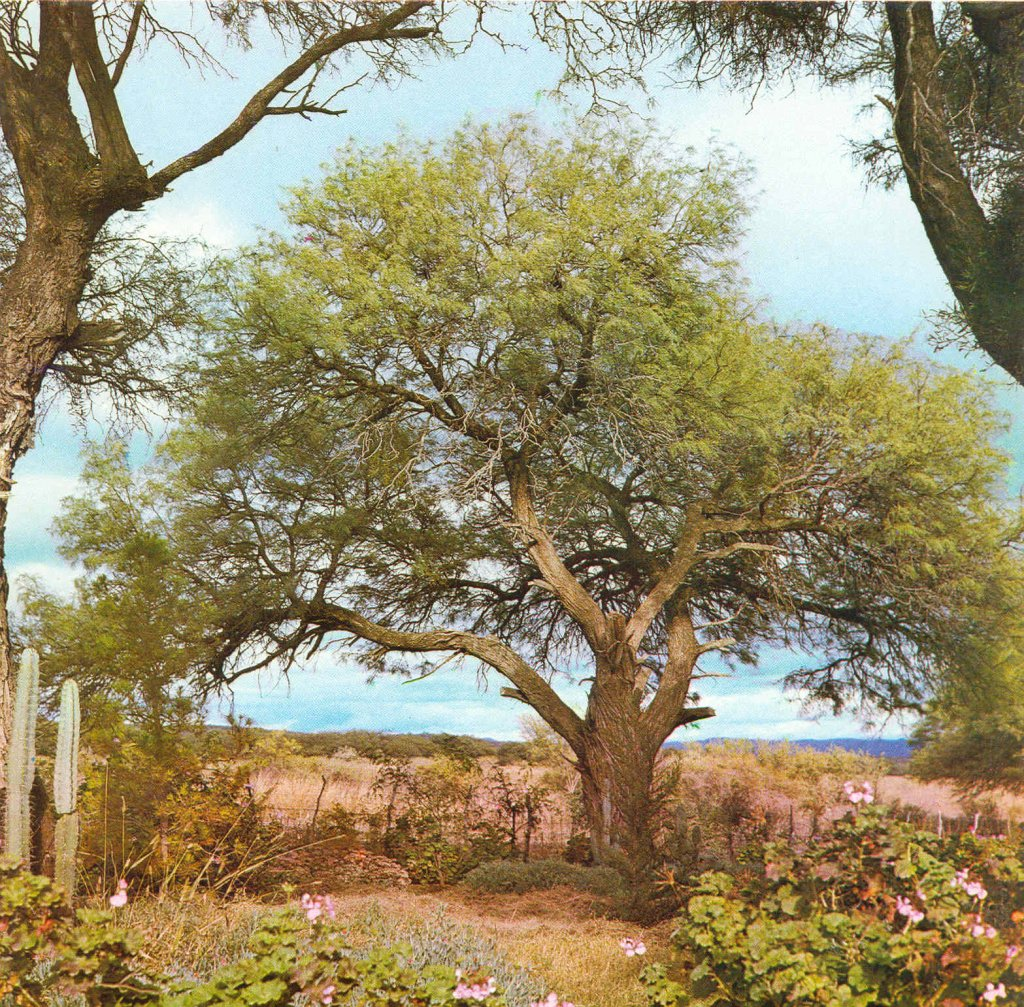
Vegetación típica del chaco, uno de los hábitats de la especie.

Se distribuye desde el centro oeste de Bolivia y oeste de Paraguay, hacia el sur por una gran extensión del territorio argentino hasta el norte de la Patagonia. Fue registrada por primera vez en el extremo suroeste de Brasil, en Barra do Quaraí, Río Grande do Sul, en 2013.
Esta especie es considerada poco común en su hábitat natural, los bosques y matorrales del chaco y del monte, especialmente donde el sotobosque es denso; hasta los 1700 m de altitud.

## Descripción
Mide 16 cm de longitud y pesa entre 18 y 31 g. El pico, ligeramente curvado, tiene la maxila pardo oscura y la mandíbula córneo clara con ápice pardo. Las patas son pardo oscuras. El iris es pardo oscuro. El dorso es pardo y la frente castaña. Por abajo, la garganta es blanca, y el vientre pardo canela con los flancos pardos. Las alas son castañas con una mancha blanquecina en la frente. La cola es parda con tonos castaños.

## Comportamiento
Anda solitaria o en pareja, forrajeando tanto en el suelo como en la parte baja o media de los árboles o en los matorrales, excepto cuando canta. Es inquieta y canta fuerte.

### Alimentación
Su dieta consiste de varios tipos de insectos y también de huevos de otras aves.

### Reproducción
La nidificación ocurre entre los meses de septiembre y febrero. Construye el nido en huecos en ramas o troncos, en grietas, en cajas-nidos o en nidos abandonados de hornero (Furnarius rufus). Acolcha la cámara con pelusas vegetales suaves, pelos, exuvias, papeles, plásticos. La puesta es de tres o cuatro huevos, ovoidales, celeste verdosos, que miden en promedio 23 x18 mm. La incubación dura entre 17 y18 días; los pichones son alimentados por ambos padres y permanecen en el nido de 19 a 21 días. Sufre parasitismo de puesta de Molothrus bonariensis.

### Vocalización
El canto es una series penetrante de seis a diez notas sonoras, por ejemplo «chiií-chiií-chiií-chiíu».

## Sistemática

### Descripción original
La especie T. certhioides fue descrita por primera vez por los naturalistas franceses Alcide d'Orbigny y Frédéric de Lafresnaye en 1838, bajo el nombre científico Anabates certhioides; su localidad tipo es: «Corrientes, Argentina.»

### Etimología
El nombre genérico masculino «Tarphonomus» deriva del griego «tarphos»: enmarañado, y «nomus»: residencia; significando «que habita en los enmarañados»; y el nombre de la especie «certhioides», deriva del género Certhia y del griego «oidēs»: que recuerda; significando «que se parece a un Certhia».

### Taxonomía
Hasta el año 2007 esta especie era ubicada en el género Upucerthia o en Ochetorhynchus. Ya fue también considerada conespecífica con la bandurrita boliviana (Tarphonomus harterti). Las variaciones geográficas pueden ser total o parcialmente clinales, y la validad de las subespecies es cuestionable; son necesarios estudios de coloración de plumaje.

### Subespecies
Según la clasificación del Congreso Ornitológico Internacional (IOC) y Clements Checklist v.2018, se reconocen tres subespecies, con su correspondiente distribución geográfica:
- Tarphonomus certhioides estebani (Wetmore & Peters, 1949) – desde el extremo centro sur de Bolivia (Santa Cruz), norte de Argentina (Jujuy y Catamarca hacia el este hasta Chaco y al sur hasta Córdoba) y oeste de Paraguay.
- Tarphonomus certhioides luscinia (Burmeister, 1860) – oeste de Argentina (San Juan, La Rioja  y oeste de Córdoba hacia el sur hasta Mendoza y norte de San Luis).
- Tarphonomus certhioides certhioides (d'Orbigny & Lafresnaye, 1838) – noreste de Argentina (este de Formosa y centro de Corrientes hacia el sur hasta el este de Río Negro y suroeste de Buenos Aires); extremo suroeste de Rio Grande do Sul, sur de Brasil.